# Морган, Алекс
Алекса́ндра Мо́рган Карра́ско (англ. Alexandra Morgan Carrasco; при рождении Алекса́ндра Патри́сия Мо́рган; англ. Alexandra Patricia Morgan; род. 2 июля 1989, Сан-Димас, Калифорния), более известная просто как А́лекс Мо́рган — американская футболистка, нападающая сборной США, чемпионка Олимпийских игр 2012 года, чемпионка мира 2015 и 2019 года, а также вице-чемпионка мира 2011 года. Является вице-капитаном национальной команды вместе с Меган Рапино.
В 2011 году Морган была выбрана на драфте WPS под общим первым номером командой «Вестерн Нью-Йорк Флеш», в которой началась профессиональная карьера нападающей. В первом же сезоне её команда стала чемпионом. В 2012 году Морган стала лучшей футболисткой США и была номинирована на звание лучшей футболистки мира по версии ФИФА. После прекращения существования WPS Алекс сыграла несколько матчей за «Сиэтл Саундерс», а в начале 2013 года подписала контракт с клубом NWSL «Портланд Торнс». В 2016 году Морган перешла в «Орландо Прайд». В 2017 году футболистку арендовал французский «Лион», где она выиграла три трофея за один сезон, в том числе и Лигу чемпионов, тем самым оформив «требл». В 2020 году подписала контракт с английским клубом «Тоттенхэм Хотспур».
В 2010 году нападающая дебютировала в сборной США. Морган была самой молодой из футболисток, включённых в заявку сборной на чемпионат мира 2011 года, где американки заняли второе место. В 2012 году Алекс стала олимпийской чемпионкой. Закончив год с 28 голами и 21 результативной передачей, Морган стала первой после Мии Хэмм американкой, превысившей отметку в 20 голов и 20 голевых передач в календарном году. В 2018 году Морган вновь была названа футболисткой года в США. Вместе со своей национальной сборной американка выиграла трофеи чемпионатов мира 2015 и 2019 года. На турнире в 2019 году Морган стала обладательницей «Серебряной бутсы».
Алекс Морган также известна как детский писатель, автор серии книг «The Kicks» о четырёх девочках-футболистках. Первая книга серии стартовала на 7-м месте в списке бестселлеров The New York Times среди детской литературы. Кроме того, в июне 2018 года был выпущен первый фильм с участием футболистки под названием «Алекс и я», где она играет выдуманную версию себя.
В 2015 году журнал Time признал Морган одной из самых высокооплачиваемых американских футболисток. Алекс Морган вместе с аргентинцем Лионелем Месси появилась на обложке американской версии видеоигры FIFA 16.

## Ранние годы
Алекс Морган родилась 2 июля 1989 года в семье Памелы и Майкла Морган. Алекс стала третьим и младшим ребёнком в семье — у неё две сестры: Джени и Джери. Детство Морган прошло в Дайамонд-Баре, городе на востоке округа Лос-Анджелес. В детстве Алекс занималась разными видами спорта, включая, помимо футбола, бейсбол и баскетбол, но в 14 лет окончательно сделала выбор в пользу футбола и начала играть в команде «Сайпресс Элит», в составе которой выиграла Лигу Побережья (англ. Coast Soccer League) среди команд не старше 16 лет, а в турнире среди команд до 19 лет заняла 3-е место.
Морган училась в средней школе Дайамонд-Бара и играла за школьную футбольную команду. Она трижды попадала в символические сборные чемпионата штата и страны по версии Национальной ассоциации футбольных тренеров США. Особенно отмечались её скоростные качества. Позже Морган выступала в составе команд своего округа и штата, действующих по программе Олимпийского развития. Этот опыт Алекс называла «решающим» в развитии её карьеры.
В возрасте 17 лет Морган была вызвана в сборную США для игроков до 20 лет. Во время товарищеского матча против юниорской мужской сборной США, Алекс получила разрыв крестообразных связок и выбыла до апреля 2008 года.

## Клубная карьера
.

### «Калифорния Голден Бэрз»
С 2007 по 2010 годы Морган обучалась в Калифорнийском университете в Беркли по специальности «Политическая экономия». В это время она выступала в университетской команде «Калифорния Голден Бэрз». Все 4 года Алекс была лидером команды и её лучшим бомбардиром, несмотря на регулярное отсутствие из-за вызовов сначала в молодёжную (включая поездку на чемпионат мира), а затем и основную сборную США.
По итогам дебютного сезона за «Голден Бэрз» Морган была номинирована на приз Роберта Германна лучшей футболистке года на среди игроков университетов. Награда, в итоге, досталась Кристен Пресс, а Алекс вошла в итоговую тройку претендентов, первой среди игроков «Голден Бэрз». Морган также вошла в четрвёрку претендентов на другую студенческую спортивную награду — Honda Sports Award. К концу своего обучения Морган забила 45 голов и 62 результативные передачи.
До начала профессиональной карьеры Морган также успела поиграть за полупрофессиональные калифорнийские клубы «Вест-Кост», «Калифорния Сторм» и «Пали Блюз».

### «Вестерн Нью-Йорк Флеш» и «Сиэтл»
14 января 2011 Морган была выбрана под общим 1-м номером на драфте WPS командой «Вестерн Нью-Йорк Флеш», став первой представительницей «Калифорния Голден Бэрз», выбранной в первом раунде драфта. 11 мая Морган забила свой дебютный гол в первом домашнем матче сезона против «Атланта Бит» (3:0). Всего в 2011 году она сыграла в 14 матчах и забила 4 мяча.
«Флеш», базирующиеся в пригороде Буффало, были дебютантами лиги. Перед началом сезона команде удалось подписать известным футболисток: Марту, Кристин Синклер, Каролину Сегер. Команда выиграла и регулярный чемпионат, и плей-офф и стала чемпионом WPS.
Финансовые проблемы и длительный судебный процесс с владельцем команды «мэджикДжек» Дэном Борислоу привели к прекращению существования WPS. Морган, вместе со своими партнёрами по сборной — Хоуп Соло, Сидни Леру, Меган Рапино и Стефани Кокс, перешла в «Сиэтл Саундерс Уимен». Подписав контракт, Морган заявила журналистам: «Я так взволнована тем, что буду играть в городе, в так котором страстно любят футбол. У „Саундерс“ едва ли не лучшая фанатская поддержка в MLS. Представить не могу, как они обрадуются появлению профессиональной женской команды».
Морган пропустила большую часть клубного сезона из-за подготовки к матчам олимпийского турнира по футболу в Лондоне в составе национальной сборной Морган сыграла за «Сиэтл» всего три раза, проведя 253 минуты на поле, забив два гола и отдав две голевые передачи. Присутствие в составе игроков сборной клубу удалось обеспечить рекордную для себя посещаемость матчей и распродать все билеты на 9 из 10 матчей, которые проходили на стадионе «Старфайр» вместимостью 4500 человек. Средняя посещаемость матчей «Саундерс» в 2012 году превысила посещаемость ближайшего преследователя в 4 раза.

### «Портланд Торнс»

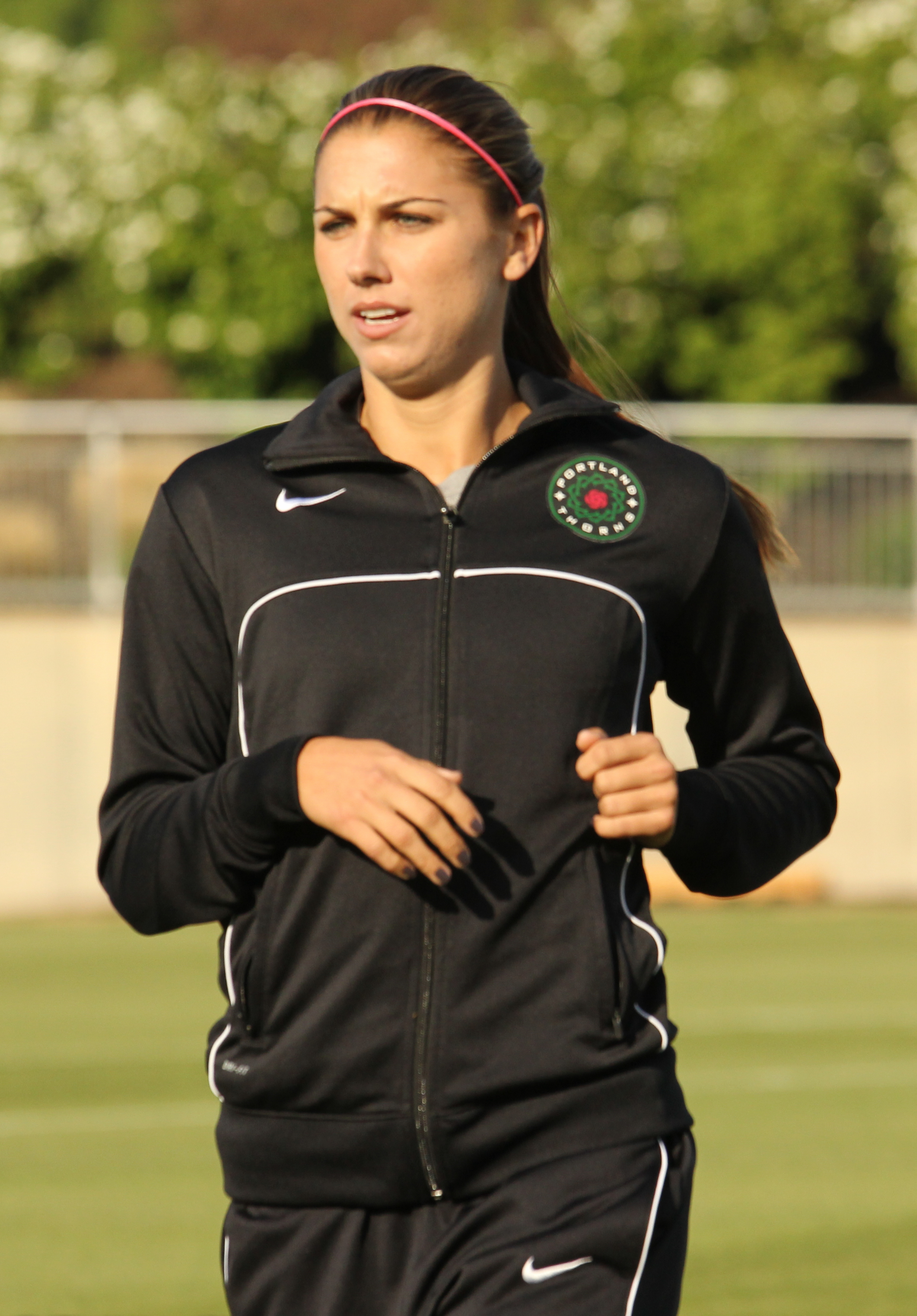
Алекс Морган в составе «Портланд Торнс».

После того, как WPS прекратила существование, в США не осталось профессиональной женской футбольной лиги, перед футболистками стоял выбор между завершением карьеры и переездом за границу. В конце 2012 года было объявлено о создании National Women's Soccer League. Морган была заинтересована в участии в проекте и 11 января 2013 года вместе с партнёрами по сборной США Тобин Хит и Рэйчел Бьюелер подписала контракт с «Портланд Торнс». К команде также присоединилась игравшая ранее с Морган Кристен Синклер. Свой первый гол Алекс забила в ворота команды «Сиэттл Рейн» на домашнем стадионе «Потрланда» «Джелд-Уэн Филд» в присутствии 16479 человек, а всего в сезоне она забила 8 мячей и отдала 5 результативных передач. Морган вошла во вторую символическую сборную NWSL по итогам сезона 28 августа. «Торнз» стали третьими в регулярном чемпионате, вышли в плей-офф и 31 августа, победив финале бывшую команду Морган «Вестерн Нью-Йорк Флеш», стали первыми победителями NWSL.
Сезон 2014 года стал для Морган первым на профессиональном уровне, который она начала в составе того же клуба, в котором провела предыдущий. Алекс провела на 4 матча меньше, чем в прошлом регулярном чемпионате, пропустив часть сезона из-за травмы, полученной в товарищеском матче с командой Австралии. В итоге, Морган забила на 2 гола меньше, чем в прошлом году. 21 июня Морган забила 2 мяча и сделала результативную передачу в матче с «Вашингтон Спирит», что принесло ей звание лучшего игрока недели. «Торнз», как и в прошлом году, заняли третье место по итогам регулярного чемпионата, но уступили уже в первом матче плей-офф (0:2 c «Канзас-Сити»).

### «Тоттенхэм Хотспур»
12 сентября 2020 года Морган получила разрешение на работу в Великобритании от женской Суперлиги футбольной ассоциации Англии. Контракт рассчитан на полгода с возможностью продления на такой же период до мая 2021 года. «Орландо» передал права на футболистку её действующему клубу. Все ещё пытаясь восстановить форму, не играя с августа 2019 года и родив ребёнка в мае 2020 года, Морган в итоге дебютировала за «Шпоры» 7 ноября 2020 года, выйдя на замену на 69-й минуте в матче с «Редингом»(1:1). 14 ноября она впервые вышла в стартовом составе «Шпор», сыграв 45 минут с «Бристоль Сити» (2:2), после чего была заменена в перерыве. В своем третьем выходе Морган сыграла против «Арсенала" из Северного Лондона в групповом этапе Кубка Лиги, выйдя на замену в перерыве. Матч закончился вничью 2:2 и серией пенальти, в которой Морган стала единственным игроком, не реализовавшим пенальти, пробив решающий пенальти над перекладиной. Свой первый гол за клуб она забила 6 декабря 2020 года с пенальти на 84-й минуте в победном матче над «Брайтон энд Хоув Альбион», первой победе «Шпор» в лиге в этом сезоне. На следующей неделе Морган забила свой второй пенальти в победном матче с «Астон-Виллой». 21 декабря «Тоттенхэм Хотспур» объявил, что Морган расторгает контракт с клубом и возвращается в США.

### Возвращение в «Орландо» (2021)
Морган вернулась в «Орландо Прайд» перед сезоном 2021 года. Пропустив начало Кубка вызова NWSL 2021 года в связи с игрой в сборной США и участием в товарищеских матчах против Швеции и Франции, Морган впервые с августа 2019 года вышла в составе «Орландо» 21 апреля 2021 года в победном матче над «Вашингтон Спирит» в Кубке вызова. Она ассистировала на единственный гол в игре, забитый Сидни Леру. Морган забила в каждом из первых четырёх матчей регулярного сезона, в результате «Орландо» остался непобежденным и завершил май в верхней части таблицы. Это был первый случай в истории лиги, когда игрок забивал в каждой из первых четырёх игр сезона. В мае 2021 года она была названа Игроком месяца NWSL второй раз в своей карьере.

### «Сан-Диего Уэйв» (2022—2024)
13 декабря 2021 года клуб «Сан-Диего Уэйв» объявил о подписании Морган. Условия сделки стали известны через три дня после открытия торгового окна: «Орландо» получил взамен рекордные 275 000 долларов США и Ангарад Джеймс.
5 сентября 2024 года Морган объявила о завершении игровой карьеры и о том, что матч против «Норт Каролина Кураж» 8 сентября станет для неё последним. Также она добавила, что ждёт второго ребёнка.

## Международная карьера
В 2007 году Морган получила вызов в молодёжную сборную США, но вскоре в тренировочном матче с мужской юниорской сборной она получила травму — разрыв крестообразных связок правого колена. Из-за этого Алекс не вызывалась в молодёжную сборную до апреля 2008 года. Дебют Морган в сборной состоялся на молодёжном Кубка КОНКАКАФ, а первый гол на международном уровне был забит в ворота сборной Кубы. В том же году Морган выступала в Чили на молодёжном чемпионате мира, забив четыре гола в ворота сборных Франции, Аргентины и КНДР, причём её четвёртый гол стал победным в финале, принеся сборной США титул чемпионок мира, и был признан лучшим голом турнира, а позже занял второе место в рейтинге лучших голов года по версии ФИФА. По итогам чемпионата Алекс получила «Бронзовую бутсу» (награда за 3-е место в списке бомбардиров) и «Серебряный мяч» («Золотой мяч» получила другая футболистка сборной США Сидни Леру).
Дебют нападающей в основной сборной состоялся в марте 2010 года, Морган вышла на замену в матче против Мексики. В октябре 2010 года она открыла счёт голам за национальную команду, сравняв счёт в матче с Китаем. Вскоре Морган приняла участие в своём первом международном турнире на взрослом уровне — Золотом кубке КОНКАКАФ, который также служил отборочным турниром к чемпионату мира 2011. Американки заняли только третье место и были вынуждены играть стыковые матчи с представительницами зоны УЕФА, сборной Италии. Морган забила победный мяч в гостевой встрече (1:0) и помогла американкам выйти на чемпионат мира.

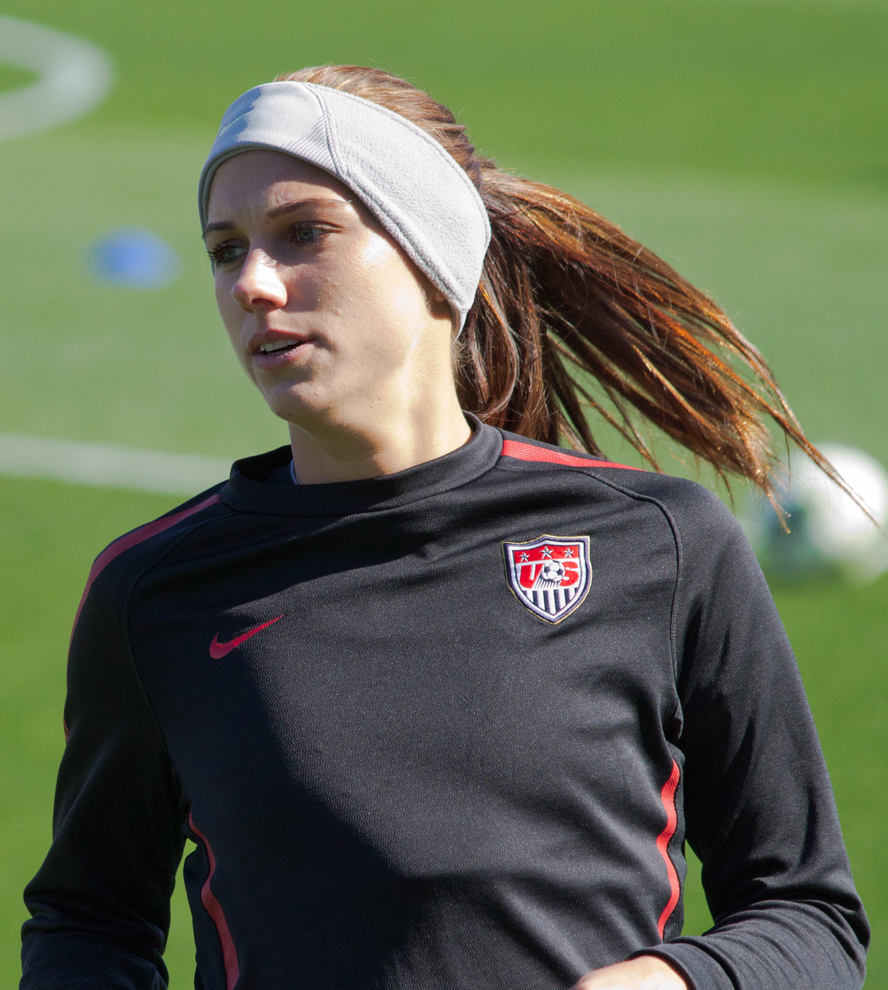
Алекс Морган на тренировке, во время подготовки к Олимпийским играм в Лондоне.

9 мая 2011 года тренер сборной США Пиа Сундхаге объявила состав команды на чемпионат мира, Морган стала самым молодым игроком в заявке. Алекс сыграла в пяти матчах турнира, все пять раз выходя на замену. Свой первый гол на чемпионате она забила в полуфинале с Францией (3:1), а финале на её счету гол и результативная передача на Эбби Вамбах (Морган стала первым игроком, забившим гол и отдавшим голевую передачу в финале женского чемпионата мира). Несмотря на это, финальный матч закончился вничью (2:2), а в серии пенальти победу одержала сборная Японии, американки завоевали серебряные медали. По итогам 2011 года Морган заняла 8-е место в голосовании за лучшего игрока года по версии ФИФА.
Морган не могла закрепиться в основе сборной вплоть до финального матча отборочного турнира зоны КОНКАКАФ к Олимпийским играм в Лондоне с Канадой. В нём Алекс забила дважды и отдала две результативные передачи. С тех пор она регулярно стала выходить на поле с первых минут. Всего с января по конец мая 2012 года нападающая забила 14 голов 12 матчах, включая первый хет-трик в матче с Швецией. В июне Морган была номинирована на премию ESPY в номинации «Прорыв года».
В матче открытия Олимпийских игр 2012 года Алекс забила два гола, принеся своей сборной победу над Францией, а в следующих трёх матчах она отдавала результативные передачи. Ещё один мяч Морган забила в полуфинале, на 123-й минуте дополнительного времени (самый поздний гол в истории чемпионатов мира), принеся американкам победу в трудом матче с Канадой (4:3). В финале с командой Японии на счету нападающей голевой пас на Карли Ллойд. Сборная США выиграла со счётом 2:1 и получила «золото» Олимпийских игр. Всего в 2012 году Алекс забила 28 голов и отдала 21 голевую передачу (третий и второй результат в истории сборной). По системе набора очков, принятой в США (два очка за гол, одно за голевую передачу), она набрала 77 очков. Вместе с Мией Хэмм, Алекс является единственной футболисткой, забившей не менее 20 голов и отдавшей не менее 20 голевых передач в течение календарного года. Федерация футбола США признала её футболисткой года, а голосовании за звание лучшей футболистки года ФИФА Морган заняла 3-е место.
2013 и 2014 год прошли без крупных международных турниров. Морган сыграла на победном для американок Кубке Алгарве 2013, разделив с Косоваре Аслани звание лучшего бомбардира турнира. По итогам года Алекс стала футболисткой года в зоне КОНКАКАФ и в очередной раз попала в шорт-лист номинантов на звание игрока года, заняв в голосовании 4-е место. Нападающая также вошла в символическую сборную США всех времён, составленную Федерацией футбола США по случаю своего 100-летия, став в 24 года самой молодой включённых в команду футболисток.
На мировом первенстве 2019 года, который проходил в июне во Франции, Алекс в первом матче сборной США против Таиланда забила пять мячей, что в итоге принесло её команде победу (13:0). В полуфинальном матче против Англии забила победный гол на 31-й минуте матча и вывела свою команду в финал.

## Характеристика игрока
Морган — результативный нападающий, основой игры которой является высокая скорость, как стартовая, так и дистанционная. Она считается самой быстрой футболисткой в сборной США. По словам самой Алекс, работать над скоростными данными она начала ещё в детстве и у неё был тренер, работавший именно над быстротой бега.
В первые годы игры за сборную Морган, тогда ещё не проходящая в основу, использовалась тренером команды Сундхаге в качестве «джокера» и выходила на замену в концовках матчей, чтобы играть против уставших защитниц соперника. Свои первые 12 мячей за национальную команду Алекс забила выходя на поле по ходу матча.

## Вне футбола
С декабря 2013 года Алекс была помолвлена с футболистом «Хьюстон Динамо» Сервандо Карраско. 31 декабря 2014 года пара поженилась. 23 октября 2019 года стало известно, что супруги ожидают появления своего первенца-дочери в апреле 2020 года. 7 мая 2020 года Алекс родила дочь, которую назвали Чарли Элена Карраско (англ. Charlie Elena Carrasco).
В 2012 году Морган заключила договор с детским издательством Simon & Schuster об издании трёх книг серии «The Kicks» для детей среднего школьного возраста. Главными героинями книг являются четыре юные футболистки. Согласно заявлению издательства, Морган хотела отметить свою любовь к футболу и вдохновлять девочек. Первые две книги, «Saving The Team» и «Sabotage Season», вышли в 2013 году), причём «Saving The Team» стартовала на 7-м месте в списке бестселлеров The New York Times среди детской литературы. В 2014 году вышла третья книга, «Win or Lose».
Морган имеет большое количество рекламных контрактов, включая сотрудничество с такими фирмами как Nike, Panasonic, Coca Cola, Bank of America и Bridgestone. Она также является представителем сети магазинов спортивных биодобавок GNC и бренда ChapStick.
Футболистка появлялась на обложках журналов Sports Illustrated и ESPN The Magazine, снялась с Хоуп Соло в анонсе телпрограммы SportsCenter на канале ESPN. В 2015 году Морган и Вамбах посетили шоу American Idol, чтобы объявить, что победитель запишет песню, которую телеканал Fox будет использовать во время трансляций чемпионата мира 2015.

## Статистика

### Клубная
| Клуб                  | Сезон            | Лига | Лига | Плей-офф | Плей-офф | Кубки | Кубки | Еврокубки | Еврокубки | Итого | Итого |
| Клуб                  | Сезон            | Игры | Голы | Игры     | Голы     | Игры  | Голы  | Игры      | Голы      | Игры  | Голы  |
| --------------------- | ---------------- | ---- | ---- | -------- | -------- | ----- | ----- | --------- | --------- | ----- | ----- |
| Вест-Кост             | 2008             | 1    | 2    | 0        | 0        | —     | —     | —         | —         | 1     | 2     |
| Вест-Кост             | 2009             | 1    | 0    | —        | —        | —     | —     | —         | —         | 1     | 0     |
| Вест-Кост             | Итого            | 2    | 2    | 0        | 0        | —     | —     | —         | —         | 2     | 2     |
| Калифорния Сторм      | 2010             | 3    | 5    | 0        | 0        | —     | —     | —         | —         | 3     | 5     |
| Пали Блюз             | 2010             | 3    | 1    | 0        | 0        | —     | —     | —         | —         | 3     | 1     |
| Вестерн Нью-Йорк Флеш | 2011             | 13   | 4    | 1        | 0        | —     | —     | —         | —         | 14    | 4     |
| Сиэтл Саундерс Уимен  | 2012             | 3    | 2    | —        | —        | —     | —     | —         | —         | 3     | 2     |
| Портланд Торнс        | 2013             | 18   | 8    | 1        | 0        | —     | —     | —         | —         | 19    | 8     |
| Портланд Торнс        | 2014             | 14   | 6    | 1        | 0        | —     | —     | —         | —         | 15    | 6     |
| Портланд Торнс        | 2015             | 4    | 1    | —        | —        | —     | —     | —         | —         | 4     | 1     |
| Портланд Торнс        | Итого            | 36   | 15   | 2        | 0        | —     | —     | —         | —         | 38    | 15    |
| Орландо Прайд         | 2016             | 15   | 4    | —        | —        | —     | —     | —         | —         | 15    | 4     |
| Орландо Прайд         | 2017             | 13   | 9    | 1        | 0        | —     | —     | —         | —         | 14    | 9     |
| Орландо Прайд         | 2018             | 19   | 5    | —        | —        | —     | —     | —         | —         | 19    | 5     |
| Орландо Прайд         | 2019             | 6    | 0    | —        | —        | —     | —     | —         | —         | 6     | 0     |
| Орландо Прайд         | Итого            | 53   | 18   | 1        | 0        | —     | —     | —         | —         | 54    | 18    |
| Олимпик Лион (аренда) | 2016/17          | 8    | 5    | —        | —        | 3     | 7     | 5         | 0         | 16    | 12    |
| Всего за карьеру      | Всего за карьеру | 120  | 52   | 4        | 0        | 3     | 7     | 5         | 0         | 132   | 59    |

### Голы за сборную
| Голы Алекс Морган за национальную сборную США | Голы Алекс Морган за национальную сборную США | Голы Алекс Морган за национальную сборную США | Голы Алекс Морган за национальную сборную США | Голы Алекс Морган за национальную сборную США | Голы Алекс Морган за национальную сборную США | Голы Алекс Морган за национальную сборную США | Голы Алекс Морган за национальную сборную США     |
| #                                             | Дата                                          | Место                                         | Противник                                     | Ассистент                                     | Счёт после гола                               | Итог                                          | Турнир                                            |
| --------------------------------------------- | --------------------------------------------- | --------------------------------------------- | --------------------------------------------- | --------------------------------------------- | --------------------------------------------- | --------------------------------------------- | ------------------------------------------------- |
| 1                                             | 6 октября 2010                                | Честер, Пенсильвания, США                     | Китай                                         | Эбби Вамбах                                   | 1-1                                           | 1-1                                           | Товарищеский матч                                 |
| 2                                             | 30 октября 2010                               | Канкун, Мексика                               | Гватемала                                     | Хизер О’Райли                                 | 7-0                                           | 9-0                                           | Золотой кубок КОНКАКАФ 2010                       |
| 3                                             | 1 ноября 2010                                 | Канкун, Мексика                               | Коста-Рика                                    | Хизер О’Райли                                 | 4-0                                           | 4-0                                           | Золотой кубок КОНКАКАФ 2010                       |
| 4                                             | 20 ноября 2010                                | Падуя, Италия                                 | Италия                                        | Эбби Вамбах                                   | 1-0                                           | 1-0                                           | Отбор на чемпионат мира 2011 (стыковые матчи)     |
| 5                                             | 7 марта 2011                                  | Картейра, Португалия                          | Финляндия                                     | Эли Кригер                                    | 3-0                                           | 4-0                                           | Кубок Алгарве 2011                                |
| 6                                             | 7 марта 2011                                  | Картейра, Португалия                          | Финляндия                                     | без передачи                                  | 4-0                                           | 4-0                                           | Кубок Алгарве 2011                                |
| 7                                             | 9 марта 2011                                  | Фару, Португалия                              | Исландия                                      | Эбби Вамбах                                   | 4-2                                           | 4-2                                           | Кубок Алгарве 2011                                |
| 8                                             | 13 июля 2011                                  | Мёнхенгладбах, Германия                       | Франция                                       | Меган Рапино                                  | 3-1                                           | 3-1                                           | Чемпионат мира 2011                               |
| 9                                             | 17 июля 2011                                  | Франкфурт-на-Майне, Германия                  | Япония                                        | Меган Рапино                                  | 1-0                                           | 2-2 (доп. вр.), 1-3 (пен.)                    | Чемпионат мира 2011                               |
| 10                                            | 22 сентября 2011                              | Портленд, Орегон, США                         | Канада                                        | без передачи                                  | 3-0                                           | 3-0                                           | Товарищеский матч                                 |
| 11                                            | 22 января 2012                                | Ванкувер, Канада                              | Гватемала                                     | Хизер Миттс                                   | 12-0                                          | 13-0                                          | Квалификационный олимпийский турнир КОНКАКАФ 2012 |
| 12                                            | 27 января 2012                                | Ванкувер, Канада                              | Коста-Рика                                    | без передачи                                  | 3-0                                           | 3-0                                           | Квалификационный олимпийский турнир КОНКАКАФ 2012 |
| 13                                            | 29 января 2012                                | Ванкувер, Канада                              | Канада                                        | Эбби Вамбах                                   | 1-0                                           | 4-0                                           | Квалификационный олимпийский турнир КОНКАКАФ 2012 |
| 14                                            | 29 января 2012                                | Ванкувер, Канада                              | Канада                                        | Лорен Холидей                                 | 4-0                                           | 4-0                                           | Квалификационный олимпийский турнир КОНКАКАФ 2012 |
| 15                                            | 11 февраля 2012                               | Фриско, Техас, США                            | Новая Зеландия                                | Меган Рапино                                  | 1-1                                           | 2-1                                           | Товарищеский матч                                 |
| 16                                            | 11 февраля 2012                               | Фриско, Техас, США                            | Новая Зеландия                                | Эбби Вамбах                                   | 2-1                                           | 2-1                                           | Товарищеский матч                                 |
| 17                                            | 29 февраля 2012                               | Лагуш, Португалия                             | Дания                                         | Хизер О’Райли                                 | 1-0                                           | 5-0                                           | Кубок Алгарве 2012                                |
| 18                                            | 29 февраля 2012                               | Лагуш, Португалия                             | Дания                                         | Тобин Хит                                     | 4-0                                           | 5-0                                           | Кубок Алгарве 2012                                |
| 19                                            | 7 марта 2012                                  | Паршал, Португалия                            | Швеция                                        | Хизер О’Райли                                 | 1-0                                           | 4-0                                           | Кубок Алгарве 2012                                |
| 20                                            | 7 марта 2012                                  | Паршал, Португалия                            | Швеция                                        | Тобин Хит                                     | 2-0                                           | 4-0                                           | Кубок Алгарве 2012                                |
| 21                                            | 7 марта 2012                                  | Паршал, Португалия                            | Швеция                                        | Лорен Холидей                                 | 4-0                                           | 4-0                                           | Кубок Алгарве 2012                                |
| 22                                            | 1 апреля 2012                                 | Сендай, Япония                                | Япония                                        | без передачи                                  | 1-1                                           | 1-1                                           | Кубок вызова Кирин 2012                           |
| 23                                            | 27 мая 2012                                   | Честер, Пенсильвания, США                     | Китай                                         | без передачи                                  | 1-1                                           | 4-1                                           | Товарищеский матч                                 |
| 24                                            | 27 мая 2012                                   | Честер, Пенсильвания, США                     | Китай                                         | Кристи Рампон                                 | 3-1                                           | 4-1                                           | Товарищеский матч                                 |
| 25                                            | 16 июня 2012                                  | Хальмстад, Швеция                             | Швеция                                        | Шеннон Бокс                                   | 2-0                                           | 3-1                                           | Шведский пригласительный турнир 2012              |
| 26                                            | 18 июня 2012                                  | Гётеборг, Швеция                              | Япония                                        | Тобин Хит                                     | 1-0                                           | 4-1                                           | Шведский пригласительный турнир 2012              |
| 27                                            | 18 июня 2012                                  | Гётеборг, Швеция                              | Япония                                        | без передачи                                  | 3-1                                           | 4-1                                           | Шведский пригласительный турнир 2012              |
| 28                                            | 25 июля 2012                                  | Глазго, Шотландия                             | Франция                                       | Хоуп Соло                                     | 2-2                                           | 4-2                                           | Олимпийские игры 2012                             |
| 29                                            | 25 июля 2012                                  | Глазго, Шотландия                             | Франция                                       | Тобин Хит                                     | 4-2                                           | 4-2                                           | Олимпийские игры 2012                             |
| 30                                            | 6 августа 2012                                | Манчестер, Англия                             | Канада                                        | Хизер О’Райли                                 | 4-3                                           | 4-3 (доп. вр.)                                | Олимпийские игры 2012                             |
| 31                                            | 1 сентября 2012                               | Рочестер, Нью-Йорк, США                       | Коста-Рика                                    | Эбби Вамбах                                   | 4-0                                           | 8-0                                           | Товарищеский матч                                 |
| 32                                            | 16 сентября 2012                              | Карсон, Калифорния, США                       | Австралия                                     | Хизер О’Райли                                 | 1-1                                           | 2-1                                           | Товарищеский матч                                 |
| 33                                            | 19 сентября 2012                              | Коммерс-Сити, Колорадо, США                   | Австралия                                     | Келли О’Хара                                  | 2-2                                           | 6-2                                           | Товарищеский матч                                 |
| 34                                            | 19 сентября 2012                              | Коммерс-Сити, Колорадо, США                   | Австралия                                     | Хизер Миттс                                   | 4-2                                           | 6-2                                           | Товарищеский матч                                 |
| 35                                            | 28 ноября 2012                                | Портленд, Орегон, США                         | Ирландия                                      | Хизер Миттс                                   | 1-0                                           | 5-0                                           | Товарищеский матч                                 |
| 36                                            | 28 ноября 2012                                | Портленд, Орегон, США                         | Ирландия                                      | Лорен Холидей                                 | 2-0                                           | 5-0                                           | Товарищеский матч                                 |
| 37                                            | 28 ноября 2012                                | Портленд, Орегон, США                         | Ирландия                                      | без передачи                                  | 3-0                                           | 5-0                                           | Товарищеский матч                                 |
| 38                                            | 1 декабря 2012                                | Глендейл, Аризона, США                        | Ирландия                                      | Шеннон Бокс                                   | 1-0                                           | 2-0                                           | Товарищеский матч                                 |
| 39                                            | 11 марта 2013                                 | Лагуш, Португалия                             | Швеция                                        | Меган Рапино                                  | 1-1                                           | 1-1                                           | Кубок Алгарве 2013                                |
| 40                                            | 13 марта 2013                                 | Фару, Португалия                              | Германия                                      | без передачи                                  | 1-0                                           | 2-0                                           | Кубок Алгарве 2013                                |
| 41                                            | 13 марта 2013                                 | Фару, Португалия                              | Германия                                      | без передачи                                  | 2-0                                           | 2-0                                           | Кубок Алгарве 2013                                |
| 42                                            | 5 апреля 2013                                 | Оффенбах-ам-Майн, Германия                    | Германия                                      | Лорен Холидей                                 | 3-1                                           | 3-3                                           | Товарищеский матч                                 |
| 43                                            | 2 июня 2013                                   | Торонто, Канада                               | Канада                                        | Эбби Вамбах                                   | 1-0                                           | 3-0                                           | Товарищеский матч                                 |
| 44                                            | 2 июня 2013                                   | Торонто, Канада                               | Канада                                        | Тобин Хит                                     | 2-0                                           | 3-0                                           | Товарищеский матч                                 |
| 45                                            | 19 июня 2014                                  | Хартфорд, Коннектикут, США                    | Франция                                       | Элли Лонг                                     | 1-1                                           | 2-2                                           | Товарищеский матч                                 |
| 46                                            | 19 июня 2014                                  | Хартфорд, Коннектикут, США                    | Франция                                       | Тобин Хит                                     | 2-2                                           | 2-2                                           | Товарищеский матч                                 |
| 47                                            | 13 сентября 2014                              | Сэнди, Юта, США                               | Мексика                                       | без передачи                                  | 3-0                                           | 8-0                                           | Товарищеский матч                                 |
| 48                                            | 13 сентября 2014                              | Сэнди, Юта, США                               | Мексика                                       | Кристен Пресс                                 | 5-0                                           | 8-0                                           | Товарищеский матч                                 |
| 49                                            | 18 сентября 2014                              | Рочестер, Нью-Йорк, США                       | Мексика                                       | Хизер О’Райли                                 | 4-0                                           | 4-0                                           | Товарищеский матч                                 |
| 50                                            | 13 февраля 2015                               | Милтон-Кинс, Англия                           | Англия                                        | Лорен Холидей                                 | 1-0                                           | 1-0                                           | Товарищеский матч                                 |
| 51                                            | 6 марта 2015                                  | Вила-Реал-ди-Санту-Антониу, Португалия        | Швейцария                                     | Лорен Холидей                                 | 2-0                                           | 3-0                                           | Кубок Алгарве 2015                                |
| 52                                            | 22 июня 2015                                  | Эдмонтон, Альберта, Канада                    | Колумбия                                      | Эли Кригер                                    | 1-0                                           | 2-0                                           | Чемпионат мира 2015                               |
| 53                                            | 19 августа 2015                               | Чаттануга, Теннесси, США                      | Коста-Рика                                    | Эми Родригес                                  | 7-2                                           | 7-2                                           | Товарищеский матч                                 |
| 54                                            | 20 сентября 2015                              | Бирмингем, Алабама, США                       | Республика Гаити                              | Уитни Энген                                   | 7-0                                           | 8-0                                           | Товарищеский матч                                 |
| 55                                            | 25 октября 2015                               | Орландо, Флорида, США                         | Бразилия                                      | Тобин Хит                                     | 1-0                                           | 3-1                                           | Товарищеский матч                                 |
| 56                                            | 10 декабря 2015                               | Сан-Антонио, США                              | Тринидад и Тобаго                             | Линдси Хоран                                  | 2-0                                           | 6-0                                           | Товарищеский матч                                 |
| 57                                            | 23 января 2016                                | Сан-Диего, США                                | Ирландия                                      | Карли Ллойд                                   | 4-0                                           | 6-0                                           | Товарищеский матч                                 |
| 58                                            | 10 февраля 2016                               | Фриско, Техас, США                            | Коста-Рика                                    | Карли Ллойд                                   | 1-0                                           | 5-0                                           | Квалификационный олимпийский турнир КОНКАКАФ 2016 |
| 59                                            | 10 февраля 2016                               | Фриско, Техас, США                            | Коста-Рика                                    | Карли Ллойд                                   | 4-0                                           | 5-0                                           | Квалификационный олимпийский турнир КОНКАКАФ 2016 |
| 60                                            | 19 февраля 2016                               | Хьюстон, Техас, США                           | Тринидад и Тобаго                             | Линдси Хоран                                  | 2-0                                           | 5-0                                           | Квалификационный олимпийский турнир КОНКАКАФ 2016 |
| 61                                            | 19 февраля 2016                               | Хьюстон, Техас, США                           | Тринидад и Тобаго                             | без передачи                                  | 4-0                                           | 5-0                                           | Квалификационный олимпийский турнир КОНКАКАФ 2016 |
| 62                                            | 19 февраля 2016                               | Хьюстон, Техас, США                           | Тринидад и Тобаго                             | Морган Брайан                                 | 5-0                                           | 5-0                                           | Квалификационный олимпийский турнир КОНКАКАФ 2016 |
| 63                                            | 6 марта 2016                                  | Нашвилл, Теннесси, США                        | Франция                                       | Мэллори Пью                                   | 1-0                                           | 1-0                                           | SheBelieves Cup                                   |
| 64                                            | 9 марта 2016                                  | Бока-Ратон, Флорида, США                      | Германия                                      | Меган Клингенберг                             | 1-1                                           | 2-1                                           | SheBelieves Cup                                   |

## Достижения

### Клубные
«Вестерн Нью-Йорк Флеш»
- Победительница WPS: 2011

«Портланд Торнс»
- Победительница NWSL: 2013

«Олимпик Лион»
- Победительница чемпионата Франции среди женщин: 2016/17
- Победительница Кубка Франции среди женщин: 2016/17
- Победительница Лиги Чемпионов УЕФА среди женщин: 2016/17

### Международные
- Олимпийская чемпионка: 2012
- Чемпионка мира (2): 2015, 2019
- Серебряный призёр чемпионата мира: 2011
- Чемпионка мира среди девушек до 20 лет: 2008
- Победительница Кубка Алгарве (3): 2011, 2013, 2015
- Победительница Турнира четырёх наций[англ.]: 2011
- Победительница SheBelieves Cup (2): 2016, 2018

### Личные
- Обладательница «Серебряного мяча» чемпионата мира для девушек до 20 лет: 2008[118]
- Футболистка года в США (2): 2012[119], 2018[120]
- Игрок символической сборной США по версии NCAA: 2010
- Топ-10 по версии Pac-10 Conference (3): 2008, 2009, 2010
- Обладательница ESPY Award за прорыв года (2): 2012, 2013
- Спортсменка года по версии Фонда женского спорта: 2012
- Игрок второй символической сборной чемпионата США: 2013
- Игрок года КОНКАКАФ (4): 2013[88], 2016[121], 2017[122], 2018[123]
- Член женской сборной США всех времён[91]
- Входит в команду года по версии МФФИИС (3): 2017, 2018, 2019

### Отчёты о матчах
1. ↑  U.S. Women's National Team Comes from Behind to Tie China 1–1. US Soccer (6 октября 2010). Дата обращения: 8 декабря 2014. Архивировано 4 марта 2016 года.
2. ↑  U.S. Women Defeat Guatemala 9–0 to Qualify for Semifinals. US Soccer (30 октября 2010). Дата обращения: 27 августа 2014. Архивировано 30 апреля 2019 года.
3. ↑  U.S. Women's National Team Beats Costa Rica 4–0 to Top Group B. US Soccer (1 ноября 2010). Дата обращения: 8 декабря 2014. Архивировано 8 марта 2016 года.
4. ↑  Goal in Waning Seconds Gives USA 1–0 Away Win Against Italy. US Soccer (20 ноября 2010). Дата обращения: 21 января 2015. Архивировано 4 марта 2016 года.
5. ↑  U.S. Women Put Four Past Finland in Group A Finale. US Soccer (7 марта 2010). Дата обращения: 21 января 2015. Архивировано 12 июня 2018 года.
6. ↑  U.S. WNT Defeats Iceland For 2011 Algarve Cup Title. US Soccer (9 марта 2010). Дата обращения: 21 января 2015. Архивировано 12 июня 2018 года.
7. ↑  U.S. WNT Advances to Final of 2011 FIFA Women's World Cup. US Soccer (13 июля 2011). Дата обращения: 29 ноября 2014. Архивировано 7 мая 2019 года.
8. ↑  USA Falls in Dramatic Penalty Kick Shootout to Japan. US Soccer (17 июля 2011). Дата обращения: 27 августа 2014. Архивировано 7 мая 2019 года.
9. ↑  U.S. Women Defeat Canada 3–0 Behind Two Goals from Abby Wambach. US Soccer (22 сентября 2011). Дата обращения: 29 ноября 2014. Архивировано 4 марта 2016 года.
10. ↑  U.S. Women's National Team Qualifies for Semifinals of 2012 CONCACAF Olympic Women’s Qualifying. US Soccer (22 января 2012). Дата обращения: 27 августа 2014. Архивировано 30 апреля 2019 года.
11. ↑  U.S. Women’s National Team Qualifies for 2012 London Olympics with 3–0 Victory Against Costa Rica. US Soccer (27 января 2012). Дата обращения: 29 ноября 2014. Архивировано 4 марта 2016 года.
12. ↑  U.S. Women’s National Team Defeats Canada 4–0. US Soccer (29 января 2012). Дата обращения: 27 августа 2014. Архивировано 12 июня 2018 года.
13. ↑  Two Late Goals by Alex Morgan Lead U.S. Women’s National Team to 2–1 Victory Against New Zealand. US Soccer (11 февраля 2012). Дата обращения: 29 ноября 2014. Архивировано 2 июля 2016 года.
14. ↑  Morgan Scores Twice as U.S. WNT Defeats Denmark 5–0 to Open 2012 Algarve Cup. US Soccer (29 февраля 2012). Дата обращения: 27 августа 2014. Архивировано 4 марта 2016 года.
15. ↑  U.S. Women's National Team Routs Sweden 4–0 to Take Third Place at 2012 Algarve Cup. US Soccer (7 марта 2012). Дата обращения: 29 ноября 2014. Архивировано 6 сентября 2015 года.
16. ↑  Alex Morgan Scores as the U.S. Women’s National Team Draws 1–1 with Japan. US Soccer (1 апреля 2012). Дата обращения: 29 ноября 2014. Архивировано 12 июня 2018 года.
17. ↑  U.S. Women’s National Team Defeats China 4–1. US Soccer (27 мая 2012). Дата обращения: 27 августа 2014. Архивировано 12 июня 2018 года.
18. ↑  WNT Earns 3–1 Win on the Road against Sweden. US Soccer (16 июня 2012). Дата обращения: 26 октября 2014. Архивировано 12 июня 2018 года.
19. ↑  U.S. Women’s National Team Defeats Japan 4–1 in Penultimate Tune-Up for the 2012 Olympics. US Soccer (18 июня 2012). Дата обращения: 26 октября 2014. Архивировано 12 июня 2018 года.
20. ↑  White, Joseph. United States women's soccer rallies to beat France in London Olympics debut. Detroit Free Press (25 июля 2012). Дата обращения: 19 октября 2014. Архивировано 8 декабря 2015 года.
21. ↑  U.S. Women's National Team Defeats Canada 4–3 in Drama Filled Overtime Match to Qualify for Gold Medal Game at 2012 Olympics. US Soccer (6 августа 2012). Дата обращения: 19 октября 2014. Архивировано 30 апреля 2019 года.
22. ↑  Krieger, HW. U.S. Women’s National Team topples Costa Rica 8–0 to open Fan Tribute Tour in Rochester. soccerwire.com (1 сентября 2012). Дата обращения: 27 августа 2014.
23. ↑  U.S. Women's National Team Comes Back to Defeat Australia 2–1. US Soccer (16 сентября 2012). Дата обращения: 15 октября 2014. Архивировано 2 июля 2016 года.
24. ↑  U.S. Women's National Team Provides Head Coach Pia Sundhage with 6–2 Victory. US Soccer (19 сентября 2012). Дата обращения: 27 августа 2014. Архивировано 4 марта 2016 года.
25. ↑  U.S. WNT Defeats Ireland 5–0 in Fan Tribute Tour. US Soccer (28 ноября 2012). Дата обращения: 15 октября 2014. Архивировано 4 марта 2016 года.
26. ↑  U.S. Women’s National Team Defeats Ireland 2–0. soccerchris.com (1 декабря 2012). Дата обращения: 27 августа 2014. Архивировано из оригинала 27 августа 2014 года.
27. ↑  Alex Morgan Scores as U.S. Women Tie Sweden 1–1. US Soccer (11 марта 2013). Дата обращения: 14 октября 2014. Архивировано 6 августа 2016 года.
28. ↑  WNT Takes 2013 Algarve Cup Title with 2–0 Win Against Germany. US Soccer (13 марта 2013). Дата обращения: 14 октября 2014. Архивировано 30 апреля 2019 года.
29. ↑  U.S. Women’s National Team Ties Germany in 3–3 Thriller. US Soccer (5 апреля 2013). Дата обращения: 14 октября 2014. Архивировано 15 апреля 2016 года.
30. ↑  US WNT Defeats Canada 3–0 in Centennial Celebration Match. US Soccer (2 июня 2013). Дата обращения: 14 октября 2014. Архивировано 21 апреля 2019 года.
31. ↑  U.S. WNT Equalizes Twice as Morgan's Brace Earns 2–2 Draw with France. US Soccer (19 июня 2014). Дата обращения: 14 октября 2014. Архивировано 21 апреля 2019 года.
32. ↑  U.S. WNT Routs Mexico 8–0 as Hope Solo Earns Record 72nd Clean Sheet. US Soccer (13 сентября 2014). Дата обращения: 14 сентября 2014. Архивировано 21 апреля 2019 года.
33. ↑  U.S. WNT Defeats Mexico 4–0 in Final Tune-Up. US Soccer (18 сентября 2014). Дата обращения: 14 октября 2014. Архивировано 21 апреля 2019 года.
34. ↑  WNT Caps Off European Trip with 1–0 Victory against England. US Soccer (13 февраля 2015). Дата обращения: 14 февраля 2015. Архивировано 21 апреля 2019 года.
35. ↑  WNT Moves into First Place in Group B, Tops Switzerland 3–0 at Algarve Cup. US Soccer (6 марта 2015). Дата обращения: 7 апреля 2015. Архивировано 5 апреля 2016 года.
36. ↑  USA Advances to 2015 World Cup Quarterfinal with 2–0 Win Against Colombia. US Soccer (22 июня 2015). Дата обращения: 7 июля 2015. Архивировано из оригинала 6 июля 2015 года.
37. ↑  WNT Continues Victory Tour with 7–2 Win in Chattanooga. US Soccer (19 августа 2015). Дата обращения: 19 августа 2015. Архивировано 1 декабря 2015 года.
38. ↑  Lloyd Hat Trick Leads WNT in 8–0 Victory against Haiti in Birmingham. US Soccer (20 сентября 2015). Дата обращения: 20 сентября 2015. Архивировано 26 ноября 2015 года.
39. ↑  U.S. WNT Downs Brazil 3–1 in Front of Record-Crowd in Orlando as Lauren HOliday and Lori Chalupny Play Final International Games. US Soccer (20 сентября 2015). Дата обращения: 20 сентября 2015. Архивировано 26 октября 2015 года.
40. ↑  WNT Continues Victory Tour with 6–0 Win vs. Trinidad & Tobago in San Antonio. US Soccer (10 декабря 2015). Дата обращения: 11 декабря 2015. Архивировано 4 марта 2016 года.
41. ↑  U.S. WNT Opens 2016 with 5–0 Win Against Republic of Ireland in Front of Record Crowd in San Diego. U.S.Soccer (23 января 2016). Дата обращения: 24 января 2015. Архивировано 26 января 2016 года.
42. ↑  WNT Opens 2016 Olympic Qualifying with Big 5–0 Win vs. Costa Rica in Frisco. U.S.Soccer (10 февраля 2016). Дата обращения: 11 февраля 2016. Архивировано 15 февраля 2016 года.
43. ↑  WNT Punches Ticket to Rio with 5-0 Win Against Trinidad & Tobago. U.S. Soccer (20 февраля 2016). Дата обращения: 23 марта 2016. Архивировано 24 февраля 2016 года.
44. ↑  WNT Defeats France 1-0 at SheBelieves Cup on Stoppage Time Goal From Alex Morgan in Front of Record Crowd in Nashville. U.S.Soccer (6 марта 2016). Дата обращения: 6 марта 2016. Архивировано 12 июня 2018 года.
45. ↑  USA Defeats Germany 2-1 to Win 2016 SheBelieves Cup. U.S.Soccer. Дата обращения: 9 марта 2016. Архивировано 4 сентября 2017 года.